# Vidyāpati
Vidyāpati, (devanāgarī: विद्यापति), anche Vidyapati (Visfi, 1350 circa – Visfi, 1450 circa), è stato un poeta e mistico indiano.

## Biografia
Dobbiamo la biografia di Vidyāpati ai panjī ("registri") della corte di Mithilā. Da questi sappiamo che la città natale del poeta era Visfi, un piccolo villaggio collocato nel distretto di Darbhanga. Il padre era un brahmano che svolgeva l'attività di poeta di corte e di consigliere regale del re Kīrti Simha. Morto il padre, Vidyāpati ne ereditò l'incarico a corte e per gratitudine nei confronti del re Kīrti Simha compose la sua prima opera la Kīrtilata ("Gloria di Kīrti") in lingua avahaṭṭha. L'opera del giovane Vidyāpati si caratterizza per la gaiezza dei temi e dei toni, intenti a descrivere le bellezze delle cortigiane della vicina città di Jaunpur.
Con la salita al trono del figlio di Kīrti Simha, Devi Simha, Vidyāpati torna a produrre una nuova opera poetica, il Bhuparikramā ("Viaggio intorno alla terra") caratterizzato da toni romantici e pettegolezzi di palazzo, sempre in lingua avahaṭṭha.
Nel 1402 sale al trono di Mithilā il figlio di Devi Simha, Śiva Simha, compagno di giochi del poeta. Tra i primi atti di governo del nuovo re sarà quello di conferire Vidyāpati il titolo onorifico di Abhinava Jayadeva ("Nuovo Jayadeva") e di donargli il villaggio nativo di Visfi. 
Nel quadriennio del regno di Śiva Simha si concentra la prolifica attività poetica di Vidyāpati, tutta nella lingua nativa, quindi nel maithili. 
La produzione del poeta di Visfi è ora di natura mistico-erotica e dedicata al re amico e alla di lui consorte prediletta, la colta Lakhimā.
Il periodo prolifico e felice termina tuttavia nel 1406 quando Śiva Simha, di fervida religione hindū, viene sconfitto e ucciso dal governatore musulmano della vicina Jaunpur, Gayāsbeg. La regina Lakhimā fugge da Mithilā riparando con i figli in Nepal, stato alleato del defunto marito.
Con il ritiro delle truppe musulmane che non mancarono di devastare la regione, Lakhimā rientra a Mithilā convinta che il proprio marito Śiva Simha fosse sopravvissuto alla battaglia, nascondendosi per non cadere vittima delle rappresaglie del feroce nemico. 
Lakhimā aspetta per ben dodici anni il ritorno del marito re ma, convintasi infine della sua morte, si decide ad immolarsi sulla pira sulla quale pone l'effige di Śiva Simha. Vidyāpati che fino a quel momento l'aveva accompagnata, decide di abbandonare l'ormai triste capitale del regno, rifugiandosi in Nepal. 
Richiamato a corte dal nuovo re Padma Simha, Vidyāpati vi torna, ma le sue opere sono ora caratterizzate da una cupa religiosità, con inni devozionali a Viṣṇu, Śiva e alla dea Durgā. Nel 1430 il poeta si ritira nella "sua" Visfi vivendo in tranquillità fino alla morte che giunge nel 1450.
Negli ultimi anni della sua vita la casa di Vidyāpati sarà meta di numerosi pellegrini che conosciuta la sua fama di poeta religioso ne scorgevano elementi di santità.

## Le opere
- Una eccellente edizione delle opere di Vidyāpati è quella pubblicata in lingua maithili nel 1961 con il titolo Padāpali a cura della Bihār Rāshtra Bhāsha Parishad di Patna.
- In lingua italiana vi è la traduzione dell'opera precedente curata Laxman Prasad Mishra per la Utet di Torino nel 1971.

(Vidyāpati; traduzione di Laxman Prasad Mishra, in Mistici indiani medievali. Torino, Utet, 1971, pp. 56-7)